# Nong Chik
Nong Chik (em tailandês: หนองจิก) é um distrito da província de Pattani, no sul da Tailândia. Limita-se com os distritos de Mueang Pattani, Mae Lan, Yarang e Khok Pho, além do Golfo da Tailândia. Sua área é de 231,5 km² e sua população, em 2012, era de 73 583 habitantes.